# اوان گامبز
اوان گامبز (انگلیسی: Evan Gumbs؛ زادهٔ ۲۱ ژوئیهٔ ۱۹۹۷) بازیکن فوتبال اهل بریتانیا است.
از باشگاه‌هایی که در آن بازی کرده‌است می‌توان به باشگاه فوتبال ترادفورد، باشگاه فوتبال سالفورد سیتی، باشگاه فوتبال ترانمره راورز، و باشگاه فوتبال بارسکو اشاره کرد.